# Carabodes california
Carabodes california är en kvalsterart som beskrevs av Robert Gatlin Reeves och Valerie M. Behan-Pelletier 1998. Carabodes california ingår i släktet Carabodes och familjen Carabodidae. Inga underarter finns listade.